# Zirkus Zirkus
Zirkus Zirkus was een Nederlandse zang- en dansgroep.

## Biografie
Zirkus Zirkus werd in 2009 opgericht door televisiezender Nickelodeon in samenwerking met de muziekzender MTV. De groep bestond toen uit de leden Sigourney Korper, die eerder meedeed aan So You Think You Can Dance, Sherman Doesburg en Niels Littooij. De eerste single, "Moordgriet", werd in juli 2009 uitgebracht, enkele maanden later gevolgd door "17 & smoorverliefd" als tweede single. "17 & smoorverliefd" belandde op de vijfde plaats in de Single Top 100 en de vierde plaats in de Kids Top 20. In november 2009 kwam het debuutalbum uit, getiteld In de tent. Deze uitgave ging gepaard met de derde single, "Blockparty", waarmee Zirkus Zirkus de dertiende plaats in de Kids Top 20 behaalde.
De vierde single, "Bij je zijn", werd in april 2010 uitgebracht. Deze belandde op de negende plaats in de Single Top 100. Rond mei 2010 verliet Sigourney Korper de groep om aan een solocarrière te beginnen. Zij werd na drie weken vervangen door Fanny Koopmans. In december 2010 werd een cover van "Stiekem gedanst", een liedje van Toontje Lager, als single uitgebracht.
De muziek van Zirkus Zirkus wordt gebruikt voor het Nickoledon-programma Supernick.
Zirkus Zirkus heeft op een aantal grote evenementen gestaan: Lego World, Hitz for Kidz, het Feest van Sinterklaas.
In de zomer van 2011 ging de groep uiteen. Littooij zou later, na deelname aan de talentenshow De beste singer-songwriter van Nederland, naam maken onder de naam Nielson.

## Discografie

### Albums
| Album met eventuele hitnotering(en) in de Nederlandse Album Top 100 | Datum van verschijnen | Datum van binnenkomst | Hoogste positie | Aantal weken | Opmerkingen |
| ------------------------------------------------------------------- | --------------------- | --------------------- | --------------- | ------------ | ----------- |
| In de tent                                                          | 2009                  | 06-11-2009            | -               | -            |             |

### Singles
| Single met eventuele hitnotering(en) in de Nederlandse Top 40 | Datum van verschijnen | Datum van binnenkomst | Hoogste positie | Aantal weken | Opmerkingen                                                    |
| ------------------------------------------------------------- | --------------------- | --------------------- | --------------- | ------------ | -------------------------------------------------------------- |
| Moordgriet                                                    | 2009                  | -                     |                 |              | niet als fysieke single uitgebracht                            |
| 17 & Smoorverliefd                                            | 2009                  | -                     |                 |              | #5 in de Single Top 100                                        |
| Blockparty                                                    | 2009                  | -                     |                 |              | niet als fysieke single uitgebracht ter promotie van het album |
| Bij je zijn                                                   | 2010                  | -                     |                 |              | Soundtrack Planet 51 / #9 in de Single Top 100                 |
| Stiekem gedanst                                               | 02-12-2010            | -                     |                 |              | #30 in de Single Top 100                                       |